# فرودگاه محلی نورث پلت
 فرودگاه محلی نورث پلت (به انگلیسی: North Platte Regional Airport) (به زبان بومی: Lee Bird Field) یک فرودگاه همگانی بهره‌برداری هوایی با کد یاتا LBF است که یک باند فرود بتن دارد و طول باند آن ۲۴۳۸ متر است. این فرودگاه در شهر نورث پلیت، نبراسکا کشور ایالات متحده آمریکا قرار دارد و در ارتفاع ۸۴۶ متری از سطح دریا واقع شده است.